# Juan Carlos Vicario
Juan Carlos Vicario Barbera (Fuenlabrada, 1º settembre 1971 – Fuenlabrada, 26 settembre 2012) è stato un ciclista su strada spagnolo, professionista dal 1994 al 2002.

## Palmarès

### Strada
- 1999 (Fuenlabrada-Cafés Toscaf, una vittoria)

Memorial Manuel Galera
- 2001 (Festina-Lotus, due vittorie)

10ª tappa Volta a Portugal (Águeda > Vila Real)
13ª tappa Volta a Portugal (Fafe > Lordelo do Ouro)

## Piazzamenti

### Grandi Giri
- Giro d'Italia

1995: 65º
- Vuelta a España

1996: ritirato (20ª tappa)
1997: 80º
1998: 39º
1999: 28º
2000: 35º
2001: 33º

### Classiche monumento
- Giro delle Fiandre

2000: ritirato
- Parigi-Roubaix

2000: fuori tempo massimo
- Liegi-Bastogne-Liegi

2000: 61º